# Fuirena camptotricha
Fuirena camptotricha là loài thực vật có hoa trong họ Cói. Loài này được C.Wright mô tả khoa học đầu tiên năm 1871.